# 蓬勒瓦
蓬勒瓦（法語：Pontlevoy，法語發音：[pɔ̃ləvwa]）是法国卢瓦-谢尔省的一个市镇，位于该省西南部，属于布卢瓦区。

## 地理
蓬勒瓦（47°23'20"N, 1°15'13"E）面积51.12 平方千米，位于法国中央-卢瓦尔河谷大区卢瓦-谢尔省，该省份为法国中北部省份，北起厄尔-卢瓦省，东北接卢瓦雷省，东南接谢尔省，南至安德尔省，西南接安德尔-卢瓦尔省，西北接萨尔特省。
与蓬勒瓦接壤的市镇（或旧市镇、城区）包括：卢瓦尔河畔肖蒙、比耶夫尔河畔蒙图、谢尔河畔蒙图、蒙特里沙尔-瓦勒德谢尔、桑班、大瓦利耶尔、索洛涅地区勒孔特鲁瓦。

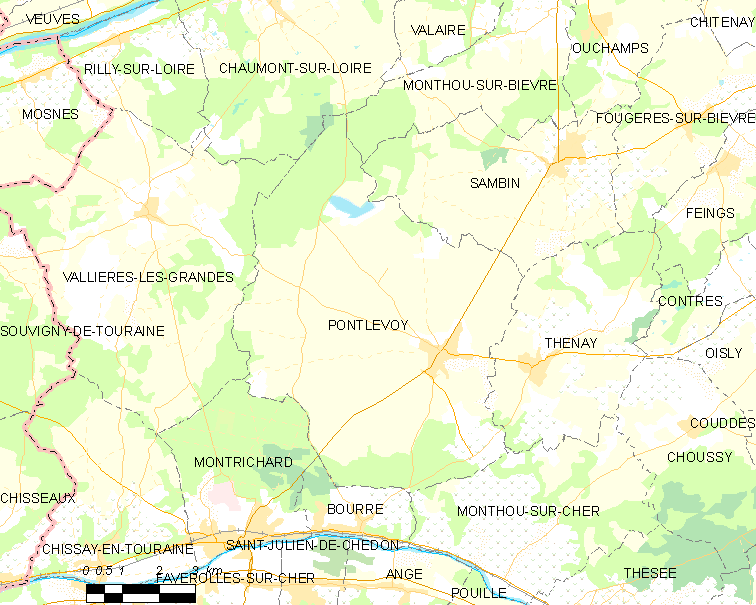
蓬勒瓦的OSM定位图

蓬勒瓦的时区为UTC+01:00、UTC+02:00（夏令时）。

## 行政
蓬勒瓦的邮政编码为41400，INSEE市镇编码为41180。

## 政治
蓬勒瓦所属的省级选区为蒙特里沙尔-瓦勒德谢尔县。

## 人口

1962-2008年间蓬勒瓦人口变化图示

蓬勒瓦于2022年1月1日时的人口数量为1537人。